# Quest Nunatak
Quest Nunatak är en nunatak i Antarktis. Den ligger i Östantarktis. Argentina och Storbritannien gör anspråk på området. Toppen på Quest Nunatak är 1 065 meter över havet.
Terrängen runt Quest Nunatak är huvudsakligen platt, men söderut är den kuperad. Trakten är obefolkad. Det finns inga samhällen i närheten.